# Алексеевский (Гнездиловское сельское поселение)
Алексеевский — посёлок в Болховском районе Орловской области. Входит в Гнездиловское сельское поселение. Упоминается в Списке заброшенных строений и населенных пунктов Орловской области (на 2014 год).

## История
Кандидат исторических наук А. Ю. Саран пишет (2015), что пос. Алексеевский упоминается с 1926 по 2014 годы. Он входил в следующие АТД: Лучанская волость, Болховский уезд, Хожайновский с/с, Гнездиловский с/с, Болховский район (Болхов-1927, АТД-1965, АТД-1976, АТД-2000, АТД-2010, АТД-2014, МЧС-2014).

## География
Посёлок находится в северной части Орловской области, в лесостепной зоне, в пределах центральной части Среднерусской возвышенности, в 12 км к северу от Болхова, на
ручье Язва — правый приток р. Мажок (А. Ю. Саран, источник: Карта Болховского р-на (М., 1966)). Уличная сеть не развита.
Часовой пояс
посёлок Алексеевский, как и вся Орловская область, находится в часовой зоне МСК (московское время). Смещение применяемого времени относительно UTC составляет +3:00.
Климат
близок к умеренно-холодному, количество осадков является значительным, с осадками в засушливый месяц. Среднегодовая норма осадков — 627 мм. Среднегодовая температура воздуха в Болховском районе — 5,1 ° C.

## Население
Кандидат исторических наук А. Ю. Саран приводит следующие данные по населению: 49 чел., 7 дворов (1926) 5 чел. (2000), 2 чел. (2010), 1 чел., 1 двор (2013).
Национальный состав
Согласно результатам переписи 2002 года, в национальной структуре населения русские составляли 89 % от общей численности населения в 9 жителей

## Инфраструктура
Было развито сельское хозяйство. С 1966 года входит в колхоз «Россия».